# Ophiorrhiza wallichii
Ophiorrhiza wallichii är en måreväxtart som beskrevs av Joseph Dalton Hooker. Ophiorrhiza wallichii ingår i släktet Ophiorrhiza och familjen måreväxter. Inga underarter finns listade i Catalogue of Life.